# Kaiser-Friedrich-Straße 8/10 (Bonn)

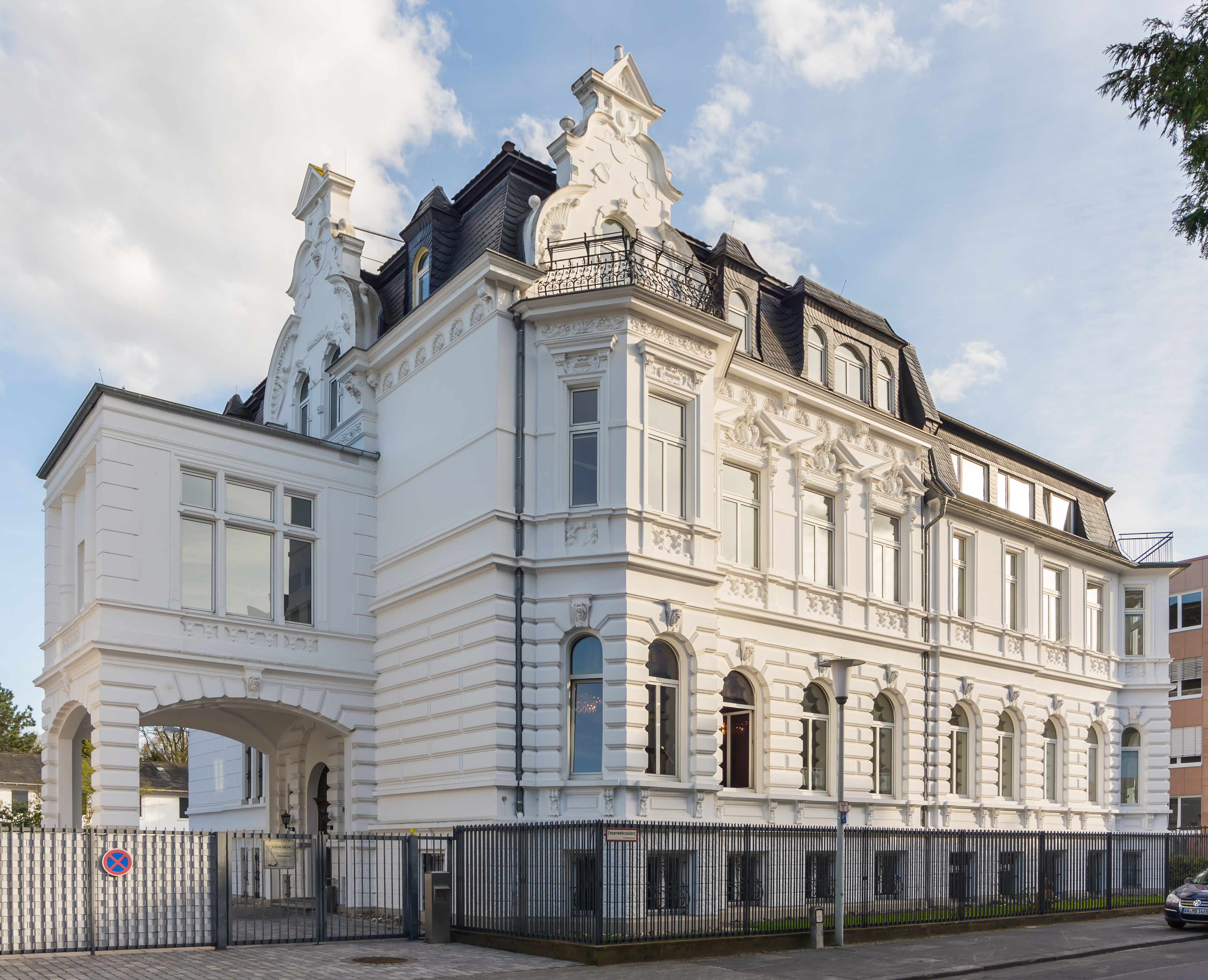
Villa Kaiser-Friedrich-Straße 8/10 (2013)

Das Gebäude Kaiser-Friedrich-Straße 8/10 (auch Doppelvilla Balg) ist eine Doppelvilla im Bonner Ortsteil Gronau, die 1898 errichtet wurde. Sie liegt an der von der Adenauerallee (B 9) abzweigenden Kaiser-Friedrich-Straße nahe der Villa Hammerschmidt und gehört seit 1999 zum Bundeskartellamt („Haus II“). Die Villa steht als Baudenkmal unter Denkmalschutz.

## Geschichte

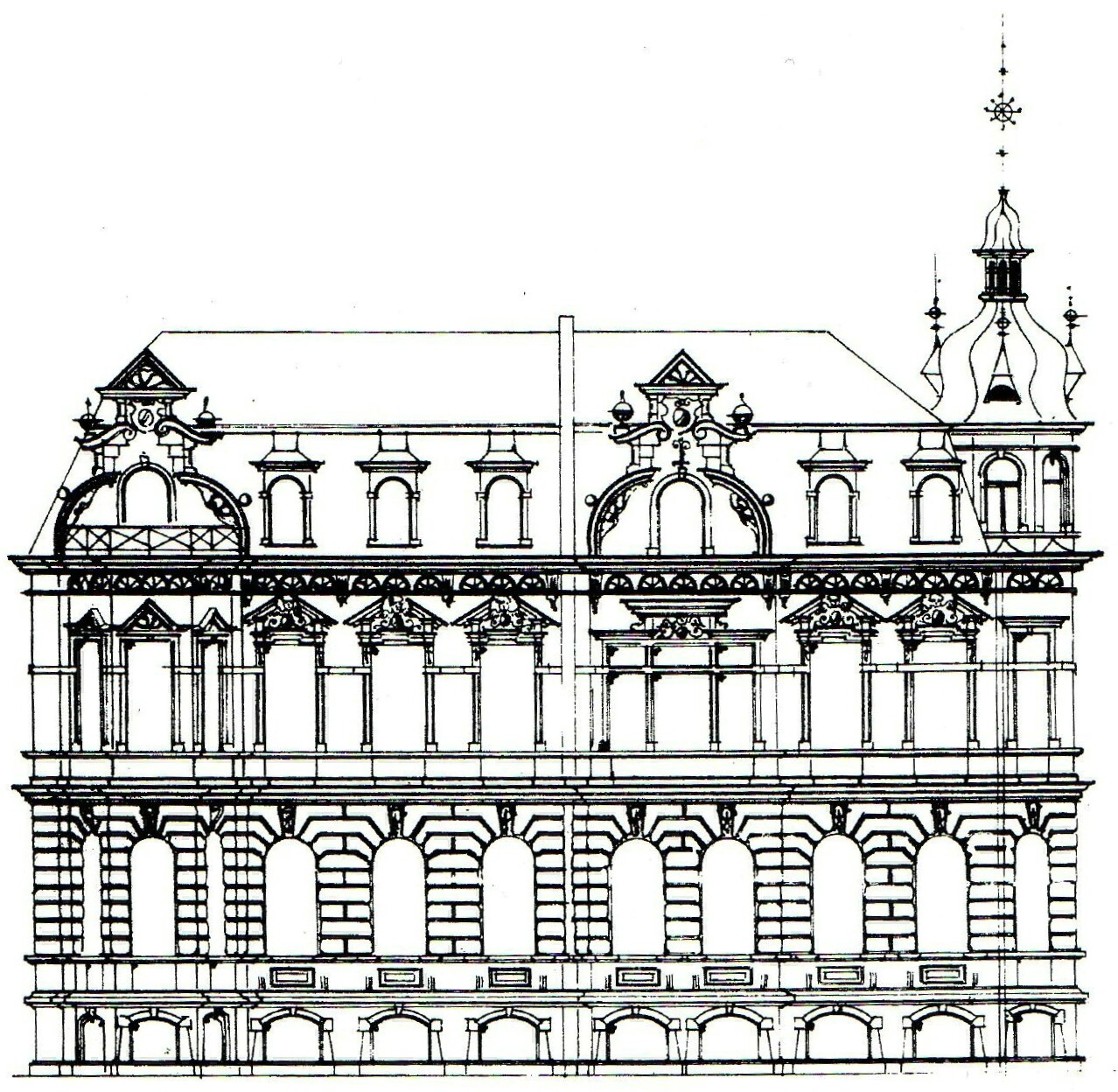
Aufriss der Straßenfront (1898)

Die Villa entstand für den Bauherrn Johann Balg, einen Kaufmann, nach einem Entwurf des Bonner Architekten Hermann Schmitt (1855–1940). Sie war eine der ersten an der 1897 fertiggestellten Kaiser-Friedrich-Straße. Auf den Bauantrag vom Februar 1898 hin wurde im März die Bauerlaubnis erteilt, am 3. August 1898 erfolgte die Rohbauabnahme. Die östliche Halbvilla (Nr. 10) ging 1899 in den Besitz von Otto Budde über, der sie noch im selben Jahr um ein Stall- und Remisengebäude erweitern ließ. 1900 folgte der Anbau eines Wintergartens an das erste Obergeschoss als Überbauung der Einfahrt, 1901 wurde eine Einfriedung erstellt. Eigentümerin der westlichen Halbvilla (Nr. 8) war 1905 Frau Wirklicher Geheimer Rat Huyssen geworden, von der in diesem Jahr Pläne zur Aufstockung des Gebäudes im Mansardgeschoss bekannt sind. Einem Antrag zum Abbruch der westlichen Halbvilla aus dem Jahre 1935 wurde nicht stattgegeben, stattdessen erfolgte ein Umbau zum Mehrfamilienhaus. 
Im Zweiten Weltkrieg erlitt die Doppelvilla erhebliche Schäden, denen das Dachgeschoss und insbesondere der später nicht wiederhergestellte Turm an der rechten Seite der Straßenfront in einem Brand zum Opfer fiel. 1948 waren Instandsetzungsarbeiten durchgeführt worden, 1957 folgte der Wiederaufbau des Dachgeschosses unter Entfernung von Stuck und Kranzgesims. Der Bund, neuer Eigentümer der nunmehr mitten im neuen Parlaments- und Regierungsviertel gelegenen Villa, nutzte sie zur Unterbringung verschiedener Dienststellen. Die Halbvilla Nr. 8 diente zeitweise (Stand: 1958) als Kanzleigebäude der Gesandtschaft von Vietnam. Später beheimatete die Doppelvilla einen Teil des Auswärtigen Amtes mit 51 Mitarbeitern (Stand: 1974). Zuletzt war hier ein Teil des Bundespräsidialamts untergebracht. Nachdem dieses infolge des Beschlusses zur Verlegung des Regierungssitzes 1998 nach Berlin umzog, übernahm das Bundeskartellamt die Villa. Im zeitlichen Zusammenhang mit der neuen Nutzung wurde die Villa 1999 unter Denkmalschutz gestellt.
An der Südseite des Gebäudes wurde für Zwecke des Bundeskartellamts ein Sitzungssaal angebaut.